# Prunus amplifolia
Prunus amplifolia — вид квіткових рослин з родини трояндових (Rosaceae). Ареал охоплює такі країни: Болівія, Колумбія, Перу, Венесуела; це дерево вологих тропічних біомів.